# DNA (Hip-Hop-Gruppe)
DNA ist eine Rap-Gruppe aus Zürich. Der Name setzt sich aus den folgenden Artisten zusammen: Disko, N-Drew und A-Flow. Später kam mit „Dä Glasseni“ noch ein weiteres Mitglied dazu. Die erste Veröffentlichung erschien 1999 mit der Maxi DNA. Aufgenommen und abgemischt wurde die Maxi im Studio von Gleiszwei. Als Produzenten waren P. Moos, Immun sowie DJ Nail von Six Pack Records beteiligt. Veröffentlicht wurde die Maxi über NoCode Music. Es folgten diverse Auftritte unter anderem an der ersten legendären Slangnacht im Jahr 2000 in der Roten Fabrik, im Vorprogramm von Rahzel im Volkshaus oder am Battle of the Year in der Saalsporthalle Zürich.

## Geschichte
Alle Mitglieder hatten sich schon vor DNA aktiv in der Schweizer Hip-Hop-Szene engagiert. Disko hatte zuerst als Graffiti-Writer sein Talent bewiesen, bevor er zum Mikrofon griff. A-Flow Veranstalter diverser Hip Hop Jams und Open Mic Anlässe in Zürich. Zusammen mit Freunden hat er z. B. den legendären Back In The Summer Jam im Jugendkulturhaus Dynamo organisiert. Anwesend waren unter anderem: Basel City Attack, Zee City Allstars, Knights Of Circle, Bermuda 13, EKR, Rookie, Samurai, Poet, Lexx, DJ Rockit und DJ SubZero. Des Weiteren war A-Flow zusammen mit der Crazy Force Crew im Rahmen der adidas Streetball Challenge bereits im Alter von 16 Jahren schweizweit auf Tour.

### Diskografie
- 1999 DNA Maxi
- 2000 Lionkingz Mixtape Da Bomb Pt. 2 (A-Flow & Payaz - Mini Stelli dezue)
- 2000 Slangnacht Tape (Live-Mitschnitt)
- 2001 Flowjob (Freestyle Mixtape mit div. feat. by E.K.R., Toni Laser, Immun)

### Produktionen
- 2002 Slang Warriorz - Definition of Style (Dä Glasseni - Instrumental für Chlyklass)